# Jules Migeot
Jules Migeot (Jules Felix Migeot; * 4. November 1898; † 18. Dezember 1986) war ein belgischer Hürdenläufer und Sprinter.
Bei den Olympischen Spielen 1920 in Antwerpen wurde er Sechster in der 4-mal-400-Meter-Staffel und schied über 400 Meter im Vorlauf aus.
1924 kam er bei den Olympischen Spielen in Paris über 400 Meter und 400 Meter Hürden nicht über die erste Runde hinaus.
Fünfmal wurde er Belgischer Meister über 400 Meter Hürden (1922–1924, 1926, 1927). Seine persönliche Bestzeit in dieser Disziplin von 56,1 s stellte er 1924 auf.